# Гуров, Владимир Анатольевич
Владимир Анатольевич Гуров (род. 13 апреля 1978 года) — российский спортсмен-гиревик, пятикратный чемпион мира. Чемпион Европы 2015, 2018. Неоднократный призёр чемпионата и Кубка страны. Победитель Открытого кубка Европы 2015. Серебряный призёр чемпионата Европы 2017. Заслуженный мастер спорта России. Мастер спорта России международного класса по гиревому спорту. Мастер спорта России по пауэрлифтингу.

## Биография

### Спортивная карьера
Представляет на соревнованиях Тульскую и Калужскую области. Член сборной России. Тренируется у Михаила Александровича Трофимова. Выступает в весовой категории до 95 кг. Рекордсмен мира и России в упражнении «толчок».
— Мой успех зависит от упорных ежедневных тренировок, — говорит Гуров о природе своих достижений в спорте.
В свободное время Владимир работает тренером в ДЮСШ.

### Жизнь вне спорта
Окончил Химико-технологический техникум в Алексине, Брянскую Школу милиции (1999) и Московский юридический институт (тульский филиал). Офицер полиции. Помощник начальника межмуниципального отдела МВД России «Алексинский». Семьянин.